# DeMya Walker
DeMya Chakheia Walker (ur. 28 listopada 1977 w Mount Holly) – amerykańska koszykarka występująca na pozycji silnej skrzydłowej, reprezentantka kraju, po zakończeniu kariery zawodniczej – trenerka koszykarska.

## Osiągnięcia
Na podstawie, o ile nie zaznaczono inaczej.
NCAA
- Uczestniczka rozgrywek:
  - Elite 8 turnieju NCAA (1996)
  - Sweet 16 turnieju NCAA (1996, 1997)
  - II rundy turnieju NCAA (1996–1998)
  - turnieju NCAA (1996–1999)
- Mistrzyni sezonu regularnego konferencji Atlantic Coast (ACC 1996)
- Cavalier of the Year (1999)
- Zaliczona do składu honorable mention All-America (1999)

WNBA
- Mistrzyni WNBA (2005)
- Wicemistrzyni WNBA (2006)
- Uczestniczka meczu gwiazd WNBA (2005)

Drużynowe
- Mistrzyni:
  - Rosji (2006)
  - II ligi tureckiej (2012)
- Wicemistrzyni Rosji (2007)

Reprezentacja
- Brązowa medalistka igrzysk panamerykańskich (1999)